# Джек Шостак
Джек Вільям Шостак (англ. Jack William Szostak) (нар. 9 листопада 1952, Лондон) — американський генетик, лауреат Нобелівської премії з фізіології або медицини 2009 р. (разом з Керол Грейдер і Елізабет Блекберн) «за відкриття механізмів захисту хромосом теломер і ферменту теломерази».

## Життєпис
Джек Шостак, предки якого були родом з Польщі, народився в Лондоні в 1952 році. Незабаром його батьки переїхали в Монреаль, де він вчився в коледжі Університету Макгілла і в 1972 році став бакалавром. Докторський ступінь він здобув 1977 року в Корнеллі, де залишався ще два роки, після чого перейшов до Гарвардську школу медицини, де працює дотепер професором відділення генетики.
Крім Гарварду, Шостак є співробітником ще двох установ — Массачусетської неспеціалізованої лікарні (Massachusetts General Hospital) і Медичного інституту Говарда Хьюза. Крім відкриття теломерази, Шостак першим синтезував штучні хромосоми дріжджів. Створення таких штучних хромосом знайшло широке застосування в картуванні генів тварин, у тому числі людини, і в розвитку технологій генної інженерії. Гарвардська лабораторія Шостака займається перш за все питаннями, пов'язаними з походженням життя, і працює над штучним синтезом живих клітин.

## Наукова діяльність
Шостак у ході експериментів з лінійними молекулами ДНК, свого роду міні-хромосомами, виявив, що вони швидко деградують, якщо їх пересадити в клітини дріжджів. Зустрівшись на одній з конференцій і ознайомившись з роботами один одного, Блекберн і Шостак вирішили спільно провести досліди з подолання бар'єру між двома настільки різними організмами як інфузорії та дріжджі. Блекберн ізолювала нуклеотидну послідовність ССССАА з хромосом інфузорії, Шостак приєднав ці фрагменти ДНК з обох кінців до тих міні-хромосом, які він пересаджував в дріжджі — і деградація припинилась.
Ці спеціалізовані структури, розташовані на кінцях лінійних хромосом, і отримали назву «теломери». А те, що теломери одного організму змогли захистити від деградації хромосоми в абсолютно іншому організмі, вказувало на наявність якогось невідомого фундаментального механізму.
Після відкриття теломер постало питання про їх природу. Грейдер, в той час аспірантка, почала пошук відповідного ферменту, що бере участь в їх синтезі, і в 1984 році дійсно виявила такий фермент. Його аналіз виявив, що він складається з РНК та білкових структур. Фрагмент РНК містив послідовність ССССАА і служив свого роду матрицею для синтезу теломер, а білковий компонент підтримував сам процес синтезу. Фермернт отримав назву «теломерази».
Відкритий американськими дослідниками механізм має фундаментальний характер і є одним з ключових механізмів, що регулюють старіння.

## Нагороди та відзнаки
Шостак здобув кілька нагород і почесних звань за свій науковий внесок. Він є членом Національної академії наук, Американської академії мистецтв і наук, Нью-Йоркської академії наук. Він здобув такі нагороди:
- Премія в галузі молекулярної біології Національної академії наук США
- Премія Ханс Сігріст Бернського університету, Швейцарія
- Медаль Товариства Генетики Америки
- Премія Ласкера (2006)
- Премія Хейнекен (2008)
- Нобелівська премія з фізіології і медицини (спільно з Елізабет Блекберн і Керол Грейдер) (2009)
- 2019: член Лондонського королівського товариства